# Let Me Call You Sweetheart
Let Me Call You Sweetheart, ou Let Me Call You Sweetheart (I'm in Love with You), est une chanson américaine parue en 1910,. Elle a été écrite par Leo Friedman (musique) et Beth Slater Whitson (paroles),.
La chanson s'est vendue à environ cinq millions d'exemplaires en partition. Elles est enregistrée par le Peerless Quartet en 1911.
C'était l'une des ballades les plus populaires / les plus réussies commercialement de la décennie 1910-1920.